# Ctenolophus heligmomeriformis
Ctenolophus heligmomeriformis là một loài nhện trong họ Idiopidae.
Loài này thuộc chi Ctenolophus. Ctenolophus heligmomeriformis được Embrik Strand miêu tả năm 1907.